# Phare de Punta del Fortino
Le phare de Punta del Fortino (en italien : Faro di Punta del Fortino) est un phare actif situé à l'entrée du port de la commune de Sapri (Province de Salerne), dans la région de Campanie en Italie. Il est géré par la Marina Militare.

## Histoire
Le phare, mis en service en 1915, sert de mémorial à Carlo Pisacane, un patriote italien et révolutionnaire tué en 1857. Il est situé sur le côté ouest de l'entrée du port de Sapri. Il est entièrement automatisé et alimenté par le réseau électrique.

## Description
Le phare  est un petit bâtiment carré et crénelé de 4 m de haut, supportant lanterne blanche. Le bâtiment est rouge et blanc. Il émet, à une hauteur focale de 13 m, deux éclats blancs de 0,5 seconde par période de 7 secondes. Sa portée est de 7 milles nautiques (environ 13 km) pour le feu principal.
Identifiant : ARLHS : ITA-299 ; EF-2676 - Amirauté : E1746 - NGA : 9664 .

## Caractéristiques dufeu maritime
Fréquence : 7 secondes (W-W)
- Lumière : 0,5 seconde
- Obscurité : 1 seconde
- Lumière : 0,5 seconde
- Obscurité : 5 secondes

|               |
| Baie de Sapri |

### Lien connexe
- Liste des phares de l'Italie